# Paracorymbia hybrida
Lepture hybride
Espèce
Statut de conservation UICN

 LC  : Préoccupation mineure
Paracorymbia hybrida, la Lepture hybride, est une espèce de coléoptères longicornes de la famille des Cerambycidae, assez commune dans les Alpes et les Pyrénées.

## Répartition
Ce longicorne se rencontre en Autriche, en Espagne, en France, en Italie et en Suisse.

## Biologie
En montagne sur les fleurs des ombellifères. La larve se développe dans le bois des conifères.

## Description
Taille de 9 à 12 mm. Proche de Brachyleptura fulva dont il se distingue par sa forme plus allongée. Les antennes sont annelées de jaune. Les élytres sont de couleur fauve.

## Systématique
Le nom valide complet (avec auteur) de ce taxon est Paracorymbia hybrida (Rey, 1885).
L'espèce a été initialement classée dans le genre Leptura sous le protonyme Leptura hybrida Rey, 1885.
Paracorymbia hybrida a pour synonymes :
- Brachyleptura hybrida Farrugia & Barbier, 2008
- Brachyleptura hybrida Villiers, 1978
- Brachyleptura hybrida Vitali, 1999
- Corymbia hybrida Favet, 2005
- Leptura hybrida Bourgeois, 1892
- Leptura hybrida Iablokoff, 1950
- Leptura hybrida Pic, 1901
- Leptura hybrida Rey, 1885
- Leptura maculicornis Mulsant, 1839
- Paracorymbia hybrida Miroshnikov, 1998
- Stictoleptura hybrida Brin, Brustel & Valladares, 2006
- Stictoleptura hybrida Grousset & Cocquempot, 2009
- Stictoleptura hybrida Löbl & Smetana, 2010
- Stictoleptura hybrida Micas, 2005